# Campo di lavoro HKP 562

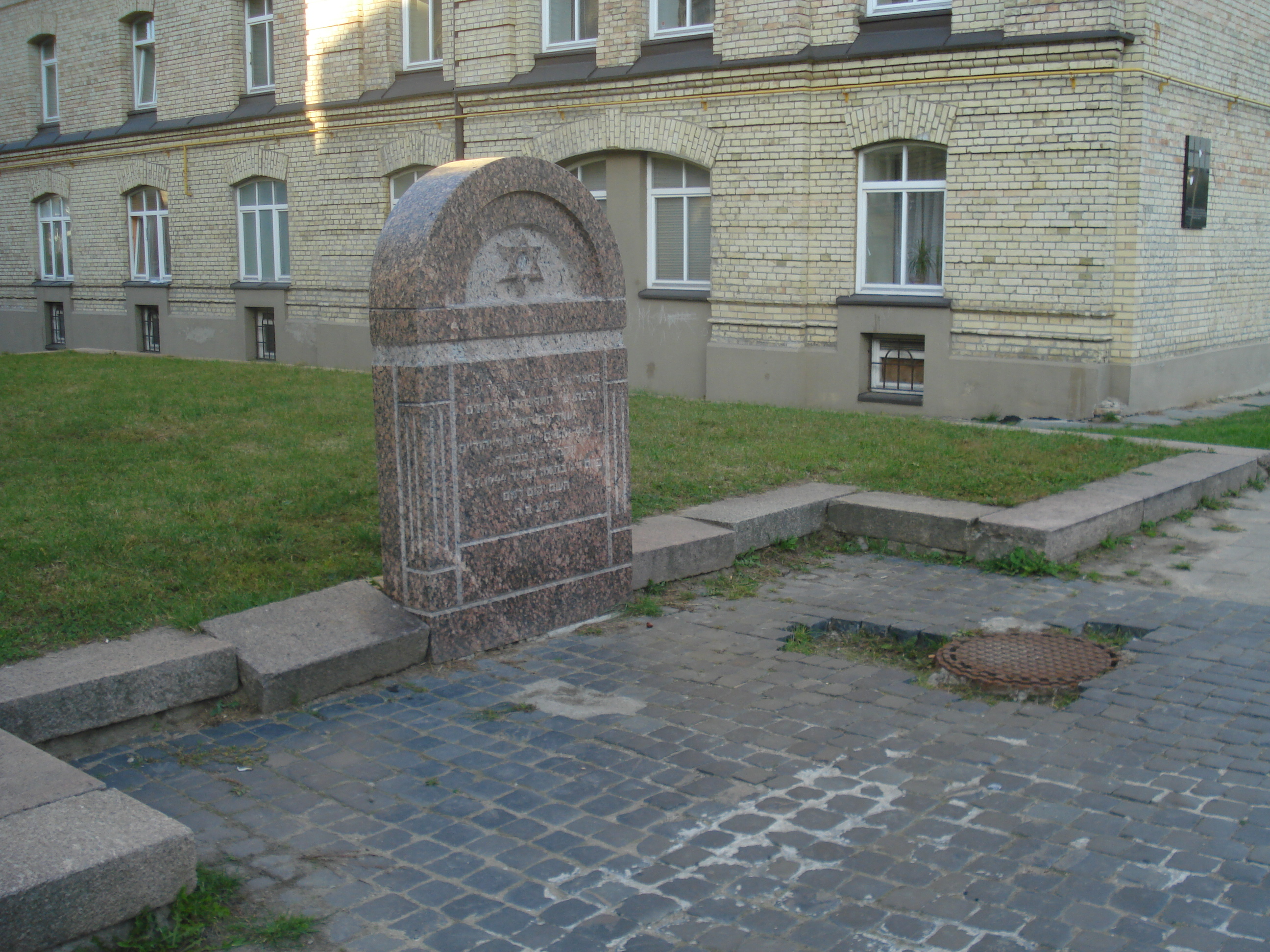
Memoriale eretto nel prato al centro dell'ex campo, dove furono sepolti i prigionieri uccisi durante la liquidazione.

HKP 562 fu la denominazione di un campo di lavoro nazista attivo a Vilnius, Lituania, durante la Shoah.

## Storia
Situato in Via Subačiaus 47-49, all'interno dei condomini progettati per accogliere i membri meno abbienti della locale Comunità ebraica, rimase in funzione dal settembre 1943 al luglio 1944. Il campo era ufficialmente amministrato dalle SS, ma di fatto gestito giornalmente da un'unità di genieri della Wehrmacht di stanza a Vilnius: era la Heereskraftfahrpark HKP 562, da cui il campo aveva preso il nome. Il comandante dell'unità era il maggiore Karl Plagge, che segretamente aveva protetto gli operai ebrei del campo in più occasioni. Quando il campo fu liquidato dalle SS nel luglio 1944, circa 250 persone tra uomini, donne e bambini ebrei riuscirono a sopravvivere grazie alla protezione di una parte dei genieri di Plagge, contrari con il loro comandante alle politiche di sterminio applicate dai nazisti.

## Istituzione del campo
L'esistenza stessa del campo è dovuta prima di tutto alle azioni di Karl Plagge: la sua unità aveva assunto migliaia di ebrei del Ghetto di Vilnius fin dal 1941, quando a seguito dell'Operazione Barbarossa la città prima polacca e poi sovietica fu occupata dalle truppe tedesche. I lavoratori ebrei e le loro famiglie avevano così ricevuto una certa protezione dai rastrellamenti operati nel ghetto dalle SS. Venuto a sapere dell'imminente liquidazione del ghetto, Plagge si recò prima a Kaunas e poi a Riga per ottenere il permesso di erigere un campo per i lavoratori ebrei della sua unità militare. Incontrò una forte opposizione, soprattutto dalle SS, in particolare per la sua insistenza a trasferire nel campo le stesse famiglie dei lavoratori (Plagge insistette che la separazione dalle proprie famiglie ne avrebbe condizionato il morale e le capacità produttive). Alla fine riuscì a convincere i suoi superiori, e nella sera del 16 settembre 1943 la sua unità raccolse 1'200 ebrei dal ghetto e li trasferì in un piccolo complesso residenziale in Via Subocz (Subačiaus). Il Ghetto di Vilnius fu liquidato la settimana seguente: i 15.000 ebrei ancora presenti in città (erano 100.000 prima dell'invasione) furono condotti a Ponary e uccisi o dispersi nei vari lager attivi in quel periodo.
Una percentuale consistente dei 1'234 ebrei del campo era costituita da donne e bambini: a seguito di un tentativo di rastrellamento delle SS nel gennaio 1944, Plagge si impegnò a mettere al lavoro fino all'ultimo prigioniero, e istituì per lo scopo due laboratori tessili in un appartamento dei condomini. Plagge pretese che i prigionieri fossero trattati con rispetto, e si adoperò in segreto per garantire razioni di cibo adeguate quanto meno alla sopravvivenza, permettendo perfino che gli ebrei ricorressero al mercato nero: grazie alle sue azioni nessun ebreo morì di fame, né si registrarono vessazioni da parte delle guardie. Anche le ore di lavoro furono ridotte rispetto ad altri campi di lavoro: erano 12 al giorno più una di pausa.

## Kinderaktion
Il trattamento umano ricevuto dagli uomini della Wehrmacht non fu comunque sufficiente per garantire agli ebrei un'assoluta protezione. Le SS irruppero nel campo in più occasioni, in parte commettendo atrocità e in parte venendo fermate dai militari: il 27 marzo del 1944, mentre Plagge faceva visita alla sua famiglia a Darmstadt, furono presi e deportati quasi tutti i 250 bambini del campo, nessuno dei quali fece ritorno. Nella confusione 25 bambini, tutti al di sotto dei 12 anni, furono in grado di nascondersi dalle SS: per i successivi quattro mesi non poterono più uscire allo scoperto, ma fortunatamente sopravvissero fino all'arrivo delle truppe sovietiche. Il rastrellamento fu un evento sconvolgente per le famiglie del campo, ma funse anche da segnale di allarme: consci ormai che a un certo punto il campo sarebbe stato liquidato, i prigionieri costruirono dei nascondigli ovunque fosse possibile all'interno dei condomini: molti di questi nascondigli si sono conservati fino ai nostri giorni.

## La liquidazione
Nell'estate del 1944 l'Armata Rossa aveva lanciato l'Operazione Bagration con l'obiettivo di riconquistare Minsk e circondare sul Baltico il Gruppo Armate Nord. La conquista sovietica di Vilnius era divenuta una prospettiva sicura entro la fine di giugno. Il 1º luglio 1944 Karl Plagge, accompagnato dall'ufficiale SS Richter, radunò i prigionieri e li informò dell'imminente "evacuazione" del campo: spiegò che l'unità HKP 562 al suo comando sarebbe stata trasferita a ovest, e che i prigionieri ebrei non avrebbero potuto seguirlo; disse che sarebbero stati "trasferiti" dalle SS in data 3 luglio e aggiunse che "non c'è ragione di preoccuparsi, poiché sapete tutti che la SS è un'organizzazione dedita alla protezione dei rifugiati".
Grazie a questo velato avvertimento, gli ebrei si nascosero prima che la liquidazione del campo avesse luogo, all'alba del 3 luglio: i 500 che non lo fecero e si presentarono all'appello furono portati alla foresta di Paneriai e fucilati; metà degli altri 500 che si erano nascosti furono trovati nei successivi tre giorni e uccisi nei cortili dei vari condomini. Quando le truppe sovietiche entrarono a Vilnius alcuni giorni dopo, i 250 ebrei superstiti poterono uscire allo scoperto: in tutta la città fu il gruppo più numeroso di ebrei sfuggiti allo sterminio.